# Stratul de ozon

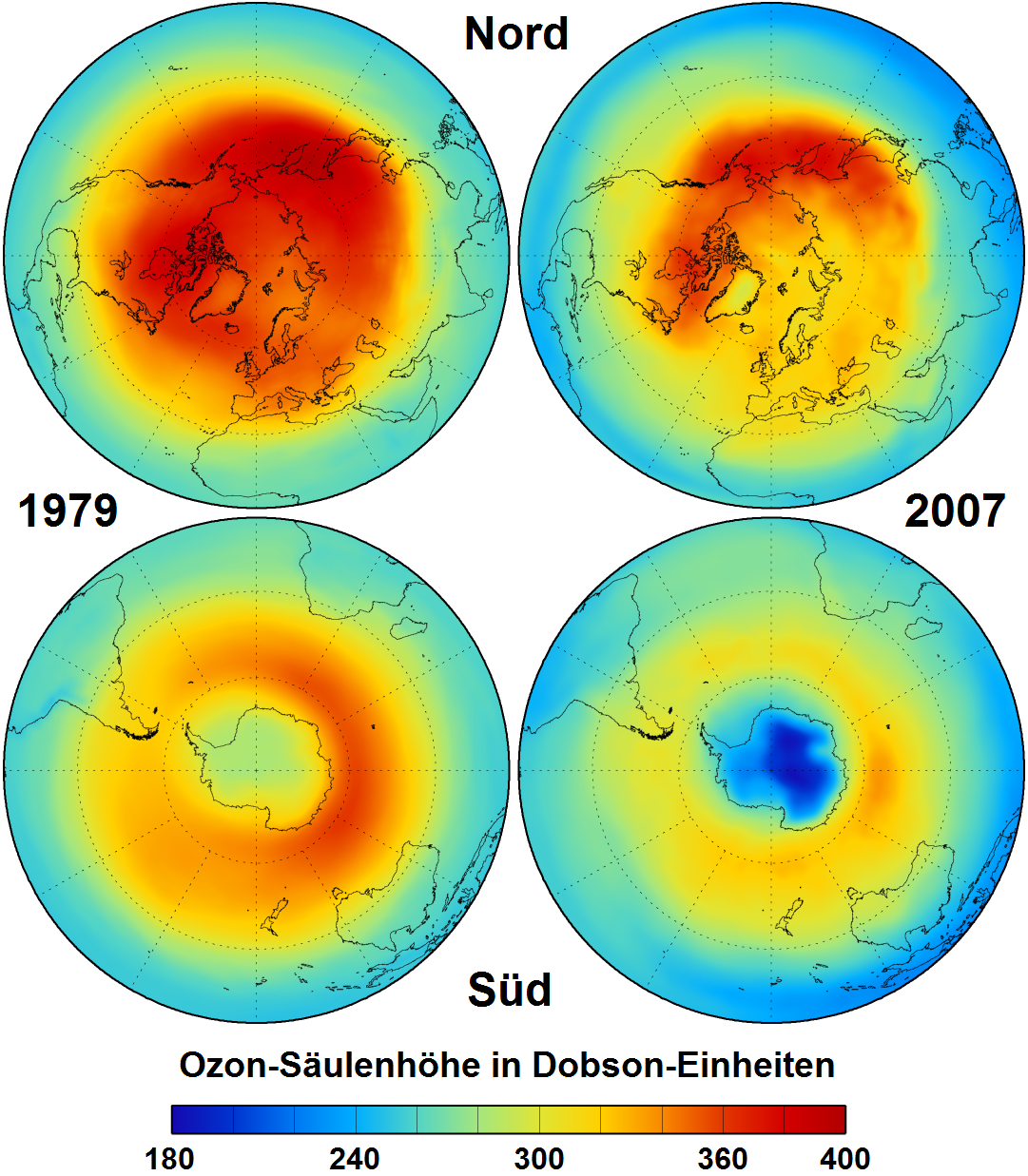
Stratul de ozon în emisfera nordică (sus) și sudică (jos)

Stratul de ozon este zona stratosferei terestre care este alcătuită în mare parte din ozon. Acest strat conține 90 % din ozonul care se găsește în atmosferă și absoarbe 97 %-99 % din radiațiile ultraviolete de frecvență înaltă. Stratul de ozon se întinde de la circa 15 km la aproximativ 40 km altitudine.
Ozonul face parte din gazele care compun atmosfera: el ia naștere din oxigen, prin reacții fotochimice provocate de radiațiile solare.
Pământul este înconjurat de un strat de ozon situat la o altitudine foarte mare. Acest strat filtrează aproximativ două treimi din razele ultraviolete (UV) emise de Soare. Dacă toate razele ar ajunge pe Pământ, ar fi dăunătoare vieții de pe planetă. Stratul de ozon este situat în stratosferă, însă cel mai concentrat fiind la 20–25 km. Practic, este vorba de aer ozonat și nu de ozon pur, având un număr mai mare de molecule de ozon în compoziție decât aerul obișnuit (care conține mai ales azot și oxigen).
În stratul de ozon are loc o transformare continuă între diferitele forme de oxigen. Moleculele obișnuite de oxigen, O2, scindează în atomi de oxigen, O. Aceștia se unesc cu moleculele de oxigen formând ozonul, O3. În timp, ozonul se descompune din nou în oxigen normal O2 și atomi singulari de oxigen, O.
În ultimii 40 de ani a crescut producția industrială care utilizează mulți compuși chimici ce conțin clor, cum sunt clorofluorocarburile (CFC) aflate în spray-uri, agenții frigorifici și solvenții folosiți în industria electronică. Aceste substanțe au fost interzise prin Protocolul de la Montreal.
În septembrie 2014, Organizația Națiunilor Unite și Organizația Meteorologică Mondială au publicat un raport cu privire la evoluția stratului de ozon susținând că acesta s-ar putea reface până la jumătatea secolului, urmare a măsurilor adoptate prin Protocolul de la Montreal. Conform raportului, stratul de ozon a scăzut la nivel global în anii '80 și la începutul anilor '90, a rămas relativ neschimbat începând din 2000 și s-ar putea reface valorile din 1980 înainte de anul 2050.